# Tapirus augustus
Tapir géant
Espèce
Le Tapir géant (Tapirus augustus) est une espèce éteinte du genre Tapirus,,.

## Répartition géographique
Tapirus augustus a été découvert dans plusieurs régions de Chine et au Vietnam.

## Datation
Il a vécu au Pléistocène supérieur, il y a environ entre 126 000 et 11 700 ans et a disparu lors de l'extinction de l'Holocène.

## Description

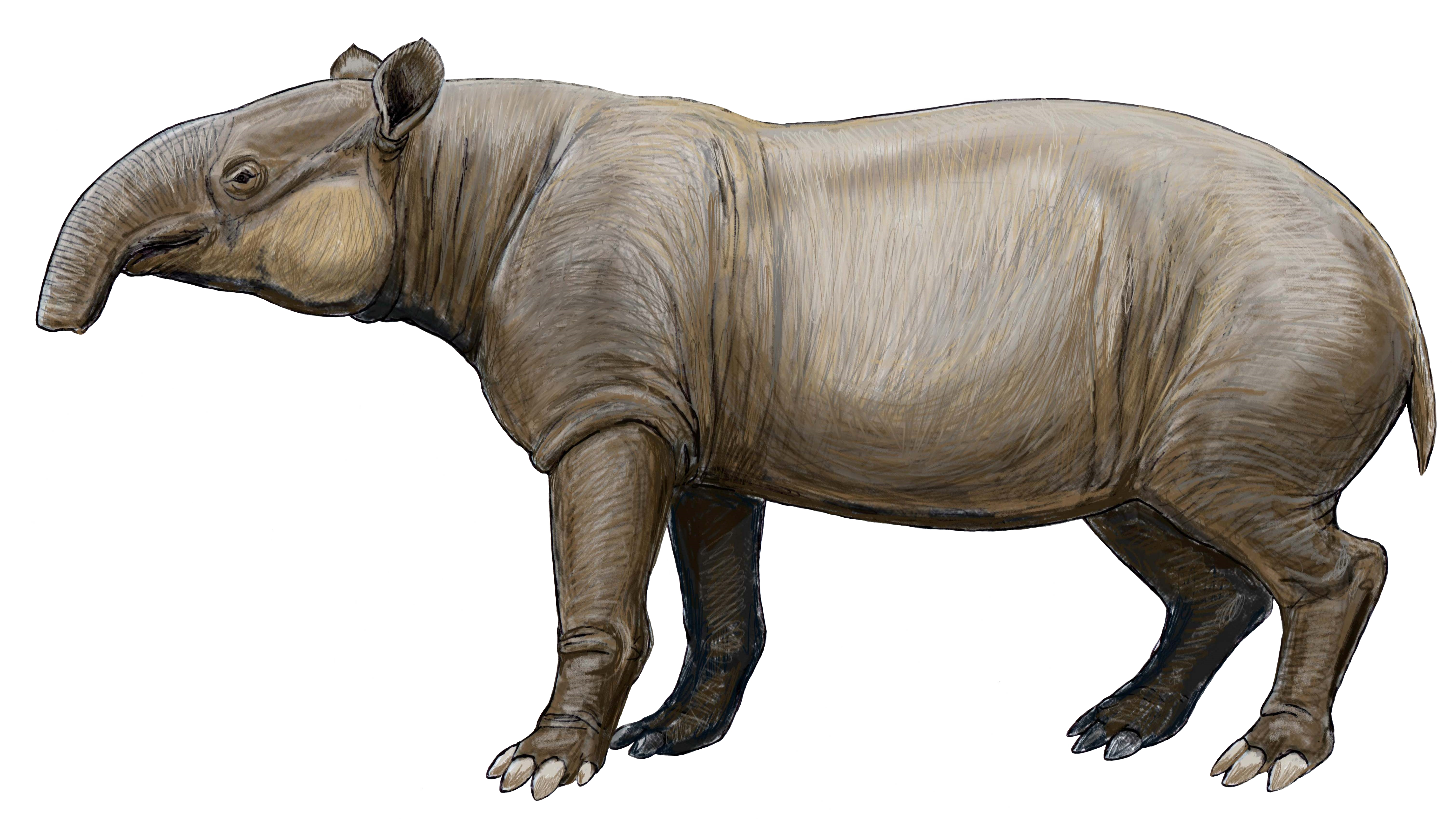
Vue d'artiste de Tapirus augustus.

Il mesurait 3,5 mètres de long et 1,5 mètre au garrot et pouvait peser 500 kg, alors que le tapir actuel mesure 2 mètres de long et 1 mètre au garrot et n'en pèse que 300 kg. Comme ceux-ci, le tapir géant était herbivore.